# Lestes helix
Lestes helix là loài chuồn chuồn trong họ Lestidae. Loài này được Ris mô tả khoa học đầu tiên năm 1918.